# Deze vuist op deze vuist
Deze vuist op deze vuist is een Nederlandstalig kinderliedje, gezongen door de Nederlandse jeugdprogrammamaker en drummer Edwin Rutten. Het liedje werd geschreven door Willem Wilmink, met muziek van Harry Bannink, voor de kindertelevisieserie De film van Ome Willem. Afleveringen van dat programma werden altijd afgesloten met het zingen van dit liedje. De tekst is vrij eenvoudig:
Deze vuist op deze vuist
deze vuist op deze vuist
deze vuist op deze vuist
en zo klim ik naar boven.
Tijdens het zingen van het liedje kwamen in Ruttens kinderprogramma altijd alle kinderen uit het publiek naar voren, die om de beurt hun vuisten, klimmenderwijs, op elkaar stapelden. Dit klimmenderwijs op elkaar stapelen van de vuisten was ook populair bij de kijkers thuis. Zij konden hieraan meedoen tijdens het kijken van het programma.
De opdracht voor het liedje kwam van Aart Staartjes, de aanstaande regisseur van en acteur in De film van Ome Willem. Hij vroeg aan tekstschrijver Wilmink, die talloze liedteksten schreef, om een eenvoudig liedje. Die kwam enigszins gegeneerd bij de volgende vergadering met de aangehaalde tekst; hij kwam er maar niet verder mee. Bannink schreef er muziek onder met een bijzonderheid. Daar waar de kinderen zingen "en zo klim ik naar boven" loopt de te zingen melodielijn juist naar lagere tonen.